# Junta de Nobles Linajes de Segovia
La Junta de Nobles Linajes de Segovia es una corporación nobiliaria española con origen en el siglo XIV, que, hasta el siglo XIX participó en el gobierno municipal de la ciudad y su tierra.

## Historia

### Origen legendario
La leyenda atribuye la fundación de la institución a los caballeros quiñoneros segovianos Día Sanz y Fernán García. Los historiadores de los siglos XVI y XVII (Garci Ruiz de Castro o Diego de Colmenares) recogieron este origen legendario. Se cuenta, de forma legendaria, que en la toma de Madrid en el siglo X (en realidad, Madrid fue tomado por Castilla en 1082), los caballeros segovianos no acudieron a tiempo a la llamada del rey, debido a las adversas condiciones meteorológicas. Al acercarse a Madrid, el rey mandó a los caballeros que no se aposentaran en su campamento, sino directamente en Madrid, retando de esta forma a los caballeros segovianos a tomar la villa. Los caballeros tomaron la villa y dieron aviso al rey de ello. Con motivo de este hecho el rey les concedió amplios territorios en la sierra de Guadarrama, que ellos perpetuaron en sus familias, dando origen a los Nobles Linajes.

### Origen histórico
La historiografía contemporánea ha permitido rechazar el alegado origen legendario de la institución. Al igual que en otras ciudades de la denominada extremadura castellana, los bandos o linajes (no en el sentido moderno de familia, sino en el sentido de grupo de partidarios) surgieron en el siglo XIII e inicios del XIV en el marco de las luchas acaecidas durante las minorías de Fernando IV y Alfonso XI. Los fundadores fueron, efectivamente, Fernán García (partidario, en las citadas luchas, del infante Felipe) y Día Sanz (partidario primero de Juan de Haro el Tuerto, y posteriormente de Juan Manuel). Ambos personajes dejarían a la ciudad una serie de bienes, siendo encomendada su administración a los caballeros de sus respectivos linajes.
A pesar de que la primera noticia sobre los linajes se produce en 1304, el verdadero reconocimiento de los linajes como institución no se produciría hasta la mitad de aquel siglo. También tienen noticias de la participación eminente de los linajes en las guerras de bandos en la ciudad acaecidas entre los años 1319 y 1322.
Finalmente, el reconocimiento institucional se produce el 5 de mayo de 1345 cuando rey Alfonso XI de Castilla organiza el gobierno municipal de Segovia en un Concejo de quince personas. El Concejo contaría con la composición siguiente:
- diez regidores nobles (o caballeros-regidores), de los cuales:
  - cinco habían de ser del linaje de Día Sanz y
  - cinco del de Fernán García); y
- cinco regidores pechero (o del Común).

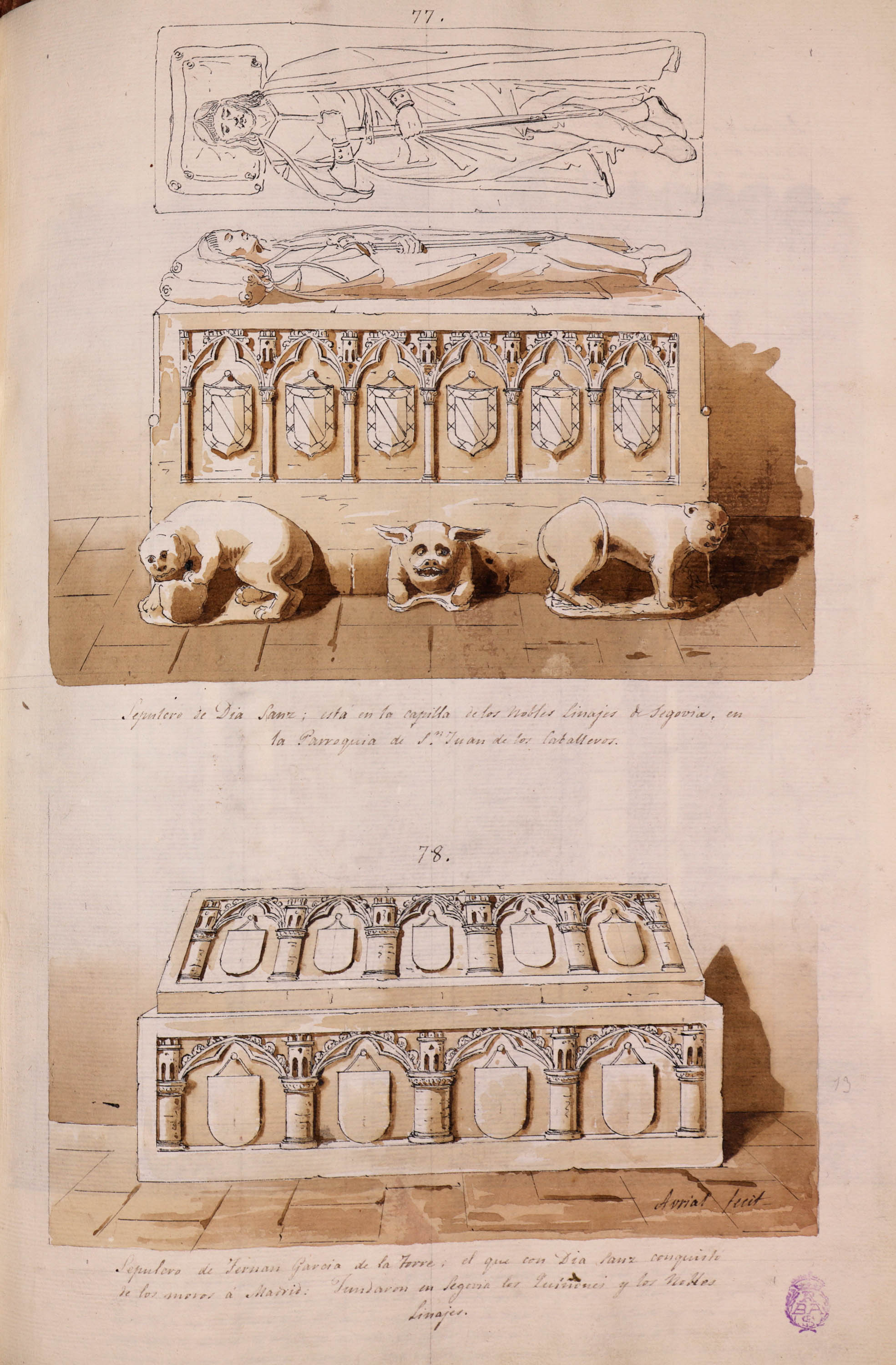
Legendarios sepulcros de Día Sanz y Fernán García en la capilla de los Linajes de la iglesia de San Juan de los Caballeros en Segovia. (En el álbum Segovia pintoresca de José María Avrial, 1843)

Es a partir de ese momento, cuando el estado noble formado por los caballeros de la ciudad (regidores y no regidores) se organizan para facilitar su participación en el gobierno municipal mediante una corporación denominada Junta de Nobles Linajes. 

### Desarrollo

#### Esplendor (ss. XIV-XVI)
Durante el siglo XIV, los caballeros-regidores fueron ganando preeminencia en el Concejo de la ciudad frente a los regidores-pecheros, en el marco de la reacción señorial producida a finales del siglo XIV en Castilla. De esta forma, la Junta llegaría incluso a ejercer competencias privativas del poder municipal.
El nombramiento del futuro Enrique IV de Castilla como señor de Segovia en 1440, supone el origen de una nueva etapa para la ciudad, y por ende para la Junta. Ya en el reinado de Enrique IV, los caballeros de los Linajes se alinean en forma heterogénea con los diferentes bandos agrupados en torno a los favoritos del monarca: Juan Pacheco, marqués de Villena; Andrés Cabrera, marqués de Moya o los Arias-Dávila. 
La segunda mitad del siglo XV supone un periodo de decandencia. El principal motivo de esta fue el nombramiento como regidores de la ciudad de personajes no pertenecientes a los Linajes y ligados a importantes personajes de la corte de Enrique IV. Había contribuido a este hecho el nombramiento del Marqués de Villena como corregidor de la ciudad en 1440, así como del posterior nombramiento de Andrés Cabrera en 1475 hasta los alborotos de 1476. Bajo estas circunstancias, las diferencias entre los caballeros-regidores y los regidores-pecheros se acrecentaron, dificultando el gobierno de la ciudad. 
El 26 de julio de 1497, los Reyes Católicos pusieron fin a esta situación mediante la Concordia de Medina del Campo.
El siglo XVI supuso la entrada en los Linajes de dos nuevos grupos: el formado por letrados, mercaderes y conversos; y por otro lado, el formado por allegados y sirvientes de los caballeros, así como incluso algunos pecheros relacionados con la ceca segoviana. Como ejemplo, en 1530 la Junta contaba con 1013 personas frente a las 81 de 1466. A finales del siglo, se volvió a una mayor rigídez en los recibimientos de nuevos miembros. En el siglo XVI los Linajes continúan sus actividades originarias, mediante la organización de lizas caballerescas y ejercicios militares.

#### Madurez (ss. XVII-XVIII)
El siglo XVII supone el viraje de la Junta de Nobles Linajes hacia actividades de beneficencia y participación representativa en la ciudad. Dentro de esta última, destaca su intervención en funciones religiosas y organización de festejos con ocasión de traslaciones, canonizaciones y beatificaciones en el marco de la España barroca y contrarreformista. En relación con la beneficencia, sus acciones se centraban en los donativos a construcciones emprendidas por entidades religiosas, limosnas y las ayudas a los propios caballeros miembros de la Junta y sus familias.
El siglo XVIII supone el inicio de una relativa decadencia, especialmente relacionada con la institución de la corte en el vecino Real Sitio de San Ildefonso, cercano a los montes de Valsaín donde se encontraban los bienes principales de la Junta. Contribuyó a esta decadencia la tendencia centralizadora desarrollada por la nueva dinastía borbónica.
La Ilustración, con la llegada a la ciudad de instituciones como la Real Sociedad Económica de Amigos del País y la Academia de Artillería, supone la dedicación de la Junta a la beneficencia educativa. Este patrocinio educativo se produjo mediante la institución de becas en entidades como el Seminario Conciliar o la Academia de Artillería.

### Decadencia y actualidad (ss. XIX-XXI)
En 1795, la Junta realizó un proyecto de Ordenanzas que no llegó a aprobar el Consejo de Castilla. El real decreto de 30 de junio de 1806 mandaba al corregidor de Segovia que no permitiese las reuniones de la Junta, quedando por tanto esta en suspenso. Con posterioridad, la junta continuó nombrando diputados y fieles, a pesar de que el corregidor se nombraba Presidente de la Junta.
Las rentas de la Junta continuaron siendo utilizadas para mantener la Escuela de Dibujo y las dos escuelas primarias establecidas en la ciudad.
La aprobación de las citadas Ordenanzas de 1795 no se produciría hasta el 5 de mayo de 1832 en las postrimerías del reinado de Fernando VII, mediante real orden. Tras la muerte del monarca y en el marco del fin del antiguo régimen, se producen diferentes intentos de extinguir la Junta, siendo primeramente intervenida por la Diputación Provincial en 1836. En 1840 se decretó la aplicación de las rentas de la Junta a fines educativos, asignándose estas al Plan de Instrucción primaria. A partir de entonces y hasta la Guerra Civil se produce un desdoblamiento:
- Por un lado, la Fundación de Nobles Linajes que administraba las rentas de la Junta; y
- por otro lado, la Junta como corporación nobiliaria.Documento de confirmación de los privilegios de la Junta dado por don Juan de Borbón, conde de Barcelona en 1985.

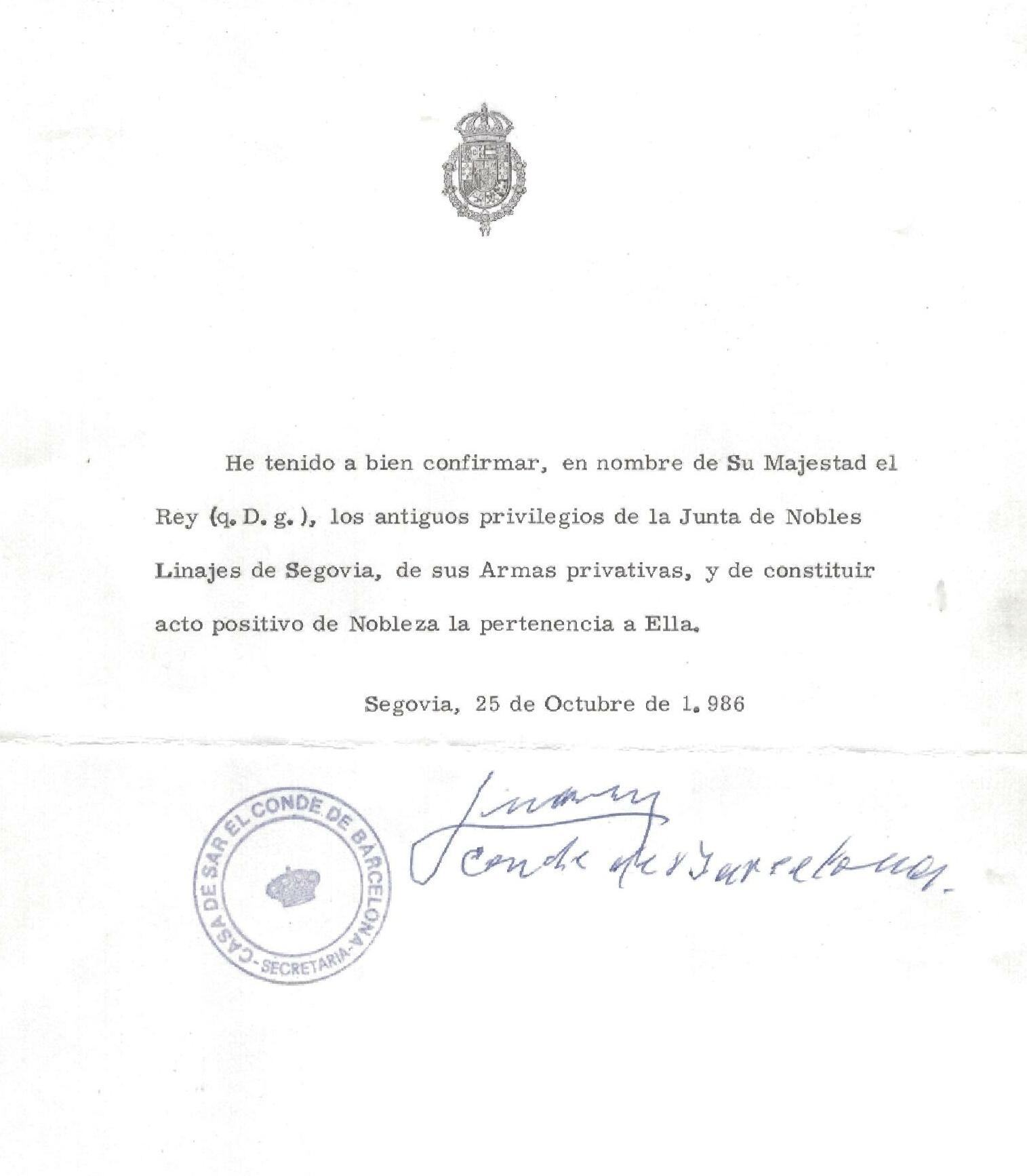
Documento de confirmación de los privilegios de la Junta dado por don Juan de Borbón, conde de Barcelona en 1985.

En 1980 se produjo la reavivación de la Junta de Nobles Linajes de Segovia como corporación nobiliaria privada, forma mantenida en la actualidad. El 24 de mayo de 1982, don Juan de Borbón, conde de Barcelona fue nombrado  regidor mayor perpetuo de la corporación, en un acto solemne celebrado en Segovia. El conde de Barcelona presidiría también capítulos de la Junta en 1986 y 1991. La institución está centrada en actividades culturales y benéficas. Dentro de las primeras, otorga premios culturales como la Medalla Luis Felipe de Peñalosa. La corporación también participa en algunas funciones religiosas como la procesión del Corpus de la ciudad.

## Estructura

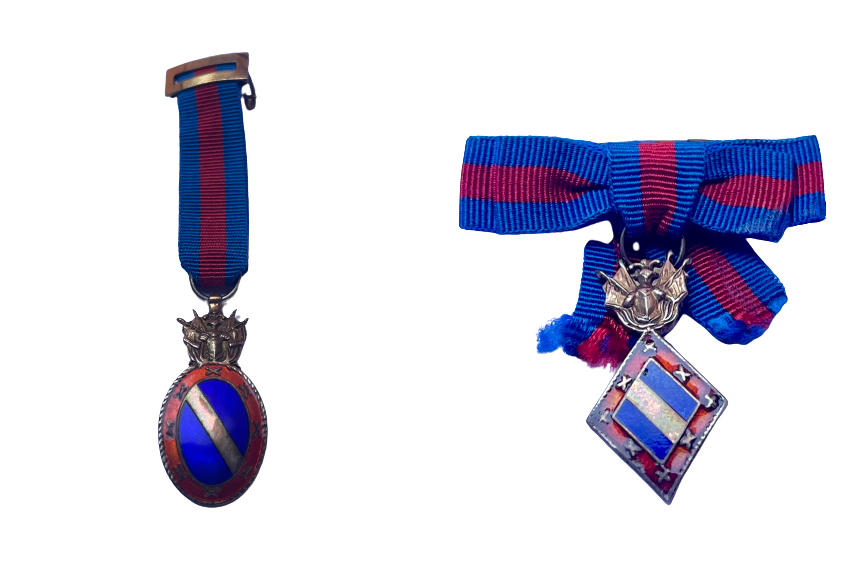
Veneras de caballero (dcha.) y dama (izda.) utilizadas desde 1980

De forma histórica, los miembros de la Junta se asignaban a uno de los dos linajes de los fundadores: Fernán García o Día Sanz. La Junta se organizaba mediante cargos elegidos entre sus caballeros y empleados. Dentro de los primeros se encontraban:
- los caballeros diputados: encargados del gobierno de la Junta;
- los receptores: encargados del control económico;
- los guardas: ocupados de la vigilancia de las dehesas y pinares de Valsaín,[c] administrados por la Junta en nombre de la Comunidad de la ciudad y tierra de Segovia  ;[11][12][13][14][15] y
- el llavero: encargado desde 1776 de la custodia de la llave del arca de caudales.

Entre los empleados se contaban, por ejemplo: capellanes, médicos o ministriles.
Hasta finales del siglo XVIII, la Junta tenía en su mano el nombramiento de diversos cargos relacionados con el gobierno de la ciudad como: procuradores en Cortes, alcaldes, fieles, alguacil o mayordomo de la alhóndiga.
En la actualidad, los miembros de la corporación son conocidos como caballeros y se dividen en el banco de Día Sanz y el de Fernán García, de acuerdo con los linajes originarios. El gobierno de la Junta se confía a una serie de caballeros-diputados elegidos de entre sus miembros. La Junta de Nobles Linajes es una de las organizaciones en España autorizadas por CILANE para participar como observadores junto con la Diputación Permanente y Consejo de la Grandeza de España, las órdenes militares de Santiago, de Calatrava, de Alcántara y de Montesa, las Reales Maestranzas de Caballería de Sevilla, de Ronda, de Granada, de Valencia y de Zaragoza, el Real Cuerpo de la Nobleza de Madrid y el Real Cuerpo de la Nobleza de Cataluña.
Los archivos históricos de la corporación se encuentran en el Archivo Municipal de Segovia, sito en el edificio de la alhóndiga de la ciudad.

### Individuales
1. ↑  País, El (21 de mayo de 1982). «Juan de Borbón,». El País. ISSN 1134-6582. Consultado el 19 de diciembre de 2022.
2. ↑  «Don Juan de Borbón, regidor mayor de Nobles Linajes de Segovia.». ABC (periódico). 22 de mayo de 1982. p. 26.
3. ↑  «Don Juan de Borbón, regidor perpetuo de la Junta de Nobles Linajes de Segovia». ABC (periódico). 25 de mayo de 1982. p. 51.
4. ↑  «La Familia Real. El Conde de Barcelona.». ABC (periódico). 18 de octubre de 1986. p. 20.
5. ↑  «Don Juan de Borbón: "La unidad nacional representó siempre el deber de la Corona"». ABC (periódico). 26 de octubre de 1986. p. 33.
6. ↑  «Don Juan recibió la medalla de oro de la Diputación de Segovia». ABC (periódico). 20 de octubre de 1991. p. 24.
7. ↑  Martín-Rey y Cabieses, Amadeo (2 de junio de 2020). «Felipe VI impulsa a los nobles en la ayuda a los más vulnerables». La Razón.
8. ↑  «Award ceremony of the V Peñalosa Medal given by the Assembly of Noble Lineages of Segovia». segoviamint.org. Archivado desde el original el 15 de enero de 2021. Consultado el 14 de enero de 2021.
9. ↑  Á., C. (3 de junio de 2018). «La lluvia, amenazante durante todo el día, respeta la Procesión del Corpus». El Adelantado de Segovia (Segovia).
10. ↑  López, Miguel Ángel (23 de junio de 2019). «La Procesión del Corpus realza y alarga el desfile tradicional con 600 participantes». El Norte de Castilla (Segovia).
11. ↑  Martín Sánchez, José María (16 de enero de 2020). «¿Por qué nos quitaron el Pinar de Valsaín?». El Adelantado de Segovia.
12. ↑  «Félix García de Pablos recopila ‘El expolio de los bienes de Segovia’». El Adelantado de Segovia. 15 de enero de 2020.
13. ↑  «La Venta de la Fuenfría (y 2) | Acueducto2». Consultado el 14 de enero de 2021.
14. ↑  «La Fuenfría | Acueducto2». Consultado el 14 de enero de 2021.
15. ↑  «Las Calderas del río Cambrones | Acueducto2». Consultado el 14 de enero de 2021.
16. ↑  «Spain». CILANE. Archivado desde el original el 26 de noviembre de 2022.
17. ↑  «El Archivo Municipal digitalizó 17.000 imágenes el año pasado.». El Norte de Castilla. 30 de septiembre de 2018.

- Datos: Q104664453
- Multimedia: Junta de Nobles de Linajes de Segovia / Q104664453